# Апаллический синдром
Апаллический синдром или бодрствующая кома — комплекс психоневрологических расстройств, проявляющийся как полная утрата познавательных при сохранности основных вегетативных функций головного мозга.
При нём происходит утрата функций коры головного мозга, при этом преимущественно поражаются медиобазальные отделы лобных и височных областей.
Этот синдром может возникать в результате черепно-мозговых травм, реанимационных мероприятий (постреанимационная энцефалопатия), после вирусных энцефалитов (менингоэнцефалитов). Он может также развиваться медленно (в течение нескольких месяцев или лет) на заключительной стадии медленных инфекций.
Клиническая картина апаллического синдрома часто развивается после выхода больного из коматозного состояния, когда восстанавливается бодрствование. При этом глаза больного открыты, он вращает ими в глазницах, но взор не фиксирует, речь и эмоциональные реакции отсутствуют, словесные команды больным не воспринимаются и контакт с ним невозможен. В тяжелых случаях больной прикован к постели, производит хаотические движения конечностями, напоминающие гиперкинезы. Могут обнаруживаться ответные реакции на болевые раздражители в виде общих или местных двигательных реакций, нередко с выкрикиванием нечленораздельных звуков.
При этом основные вегетативные функции (дыхание, деятельность сердечно-сосудистой системы, сосание, глотание, выделение мочи и кала) у больного сохраняются. Иногда у таких больных наблюдаются хватательный рефлекс Янишевского, а также открывание рта и высовывание языка при приближении предметов к лицу.
Вегетативное состояние отличается от апаллического синдрома тем, что при вегетативном состоянии происходит поражение не только коры головного мозга, но и подкорковых структур.
Прогноз при апаллическом синдроме в большинстве случаев неблагоприятный, тем не менее возможно и улучшение состояния больного вплоть до полного (или почти полного) восстановления утраченных функций.